# Nissan-lez-Ensérune
Nissan-lez-Ensérune é uma comuna francesa na região administrativa de Occitânia, no departamento de Hérault. Estende-se por uma área de 29,74 km². Em 2010 a comuna tinha 4 068 habitantes (densidade: 136,8 hab./km²).